# Proacidalia molybdina
Proacidalia molybdina är en fjärilsart som beskrevs av Newnham 1917. Proacidalia molybdina ingår i släktet Proacidalia och familjen praktfjärilar. Inga underarter finns listade i Catalogue of Life.